# Madina Hamidi
Madina Hamidi (Kaboel, 15 juni 1987) is een Belgisch model. Ze werd in december 2010 gekroond tot Miss Diamant 2011 en verkozen tot Belgische kandidate voor Miss Earth in 2012.

## Biografie
Hamidi werd in 1987 geboren in een gezin met vier zussen en een broer. Nadat haar vader in Kaboel door de Taliban was vermoord en haar broer kort nadien vermist was geraakt, vluchtte Hamidi in 2001 op vijftienjarige leeftijd, na een reeks beproevingen en een omweg langs Rusland, met haar moeder en zussen van Afghanistan naar België. In 2008 verkreeg Hamidi de Belgische nationaliteit.

### Miss-verkiezingen
Aan de hogeschool studeerde Hamidi schoonheidsverzorging. Op die manier kwam ze in contact met de modewereld, waarin ze op een dag gevraagd werd om in te vallen voor een model op de catwalk. In december 2010 werd Hamidi tot Miss Diamant 2011 gekroond, na een unanieme beslissing van de jury, iets wat in de 29 jaar dat deze prijs werd uitgereikt nooit eerder gebeurde. In 2012 won Hamidi de Belgische preselectie voor de Miss Earth-verkiezing, waardoor ze naar Manilla mocht om België te vertegenwoordigen. In december 2012 ging Hamidi naar Hollywood om een carrière te beginnen als actrice. In 2013 speelde Hamidi in Babaï, in België kreeg ze een bijrol in de televisieserie Cordon.
Hamidi schreef het autobiografisch werk Van hel tot hemel, waarin ze over haar beproevingen vertelt.
In 2014 maakte ze haar debuut in muziek met haar single Over.
Hamidi wil haar bestseller (in België) verfilmen. In de plaats van op schoonheidswedstrijden, concentreert ze zich sindsdien op schrijven en acteren.
- International Standard Name Identifier: 0000 0004 2366 8986
- Nederlandse Thesaurus van Auteursnamen: 363029028
- Virtual International Authority File: 305817369
- WorldCat: E39PBJbGQqMvb6yqdqdkhgjV4q